# Rio Chiţa Mare
O Rio Chiţa Mare é um rio da Romênia, afluente do Glodul, localizado no distrito de Neamţ.